# Mentophilus hollandiae
Mentophilus hollandiae là một loài bọ cánh cứng trong họ Bọ hung (Scarabaeidae).